# الاتحاد الإفريقي لكرة السلة

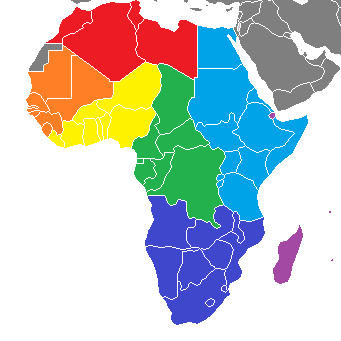
الاتحادات الأعضاء.

الاتحاد الإفريقي لكرة السلة أو فيبا إفريقيا (بالإنجليزية: FIBA Africa)‏ هو اتحاد كرة سلة في إفريقيا تحت مظلة الاتحاد الدولي لكرة السلة تأسس عام 1961 ويضم 51 اتحاد وطني.

## وصلات خارجية
- الموقع الرسمي